# Никита (Делекторский)
Епи́скоп Ники́та (в миру Фёдор Петро́вич Делекто́рский; 22 декабря 1876, Покров, Владимирская губерния — 19 ноября 1937, Бутовский полигон, Ленинский район, Московская область) — епископ Русской православной церкви, епископ Нижнетагильский.
Причислен к лику святых Русской православной церкви в августе 2000 года.

## Биография

### Ранние годы
Родился 22 декабря 1876 года в городе Покрове Владимирской губернии в семье священника Петра Дмитриевича Делекторского, клирика храма Покрова Пресвятой Богородицы в городе Покрове.
В 1897 году окончил Владимирскую духовную семинарию по второму разряду, после чего направлен преподавателем Закона Божия в Южское училище в селе Южа Вязниковского уезда (ныне — Ивановская область).
В 1898 году женился на Антонине Флоринской, дочери соборного протоиерея города Александрова.

### Священство
3 августа 1898 года был рукоположён в сан священника ко храму Николаевского женского монастыря города Переславля.
С 1901 по 1907 год состоял председателем ревизионного комитета при Переславском духовном училище.
С 1903 по 1907 год служил законоучителем церковной школы Николаевского женского монастыря и состоял заведующим и законоучителем Успенской церковноприходской школы города Переславля.
В 1907 году брак фактически распался из-за ухода жены. В браке родилась дочь Лидия.
22 августа 1909 года уволен по прошению за штат и 31 августа того же года становится вольнослушателем Московской духовной академии. 16 октября 1910 года утверждён в звании студента.

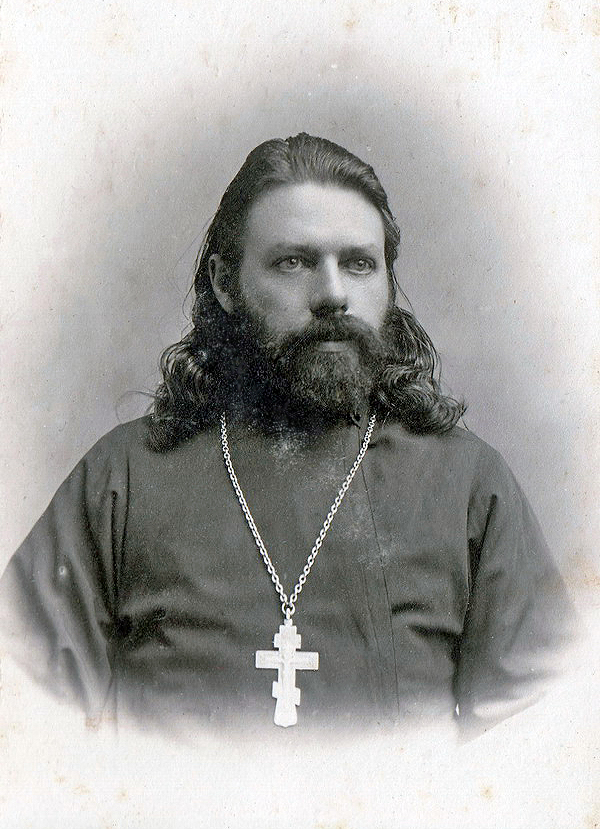
Священник Феодор Делекторский, фото из выпускного альбома МДА. 1915 год

В 1915 году окончил Московскую духовную академию по второму разряду со степенью кандидата богословия за сочинение «Ветхозаветные пророки как пастыри», заслужившее высокую оценку рецензентов.
1 октября 1915 года назначен помощником секретаря совета и правления Московской духовной академии.
17 июля 1916 года он был награждён камилавкой за особые труды по обстоятельствам военного времени.
27 декабря 1916 года покинул Московскую духовную академию и по приглашению епископа Пермского и Кунгурского Андроника (Никольского) был назначен настоятелем Петропавловского кафедрального собора в Перми и преподавателем теории словесности и истории иностранной литературы в Пермском епархиальном женском училище.
В 1919 году возведён в сан протоиерея и в том же году Высшим временное церковным управлением Сибири во главе с архиепископом Сильвестром (Ольшевским) награждён золотым наперсным крестом.
В связи с решением принять монашеский постриг подал прошение о расторжении брака епископу Пермскому Сильвестру (Братановскому), который постановил: «Ввиду безвестного отсутствия в течение 15-ти лет Антонины Делекторской и расторжения брака протоиерея Феодора Делекторского с нею в гражданском суде, церковное благословение с неё как таинство снимается для предоставления возможности протоиерею Феодору Делекторскому всецело посвятить себя служению святой Церкви в безбрачном состоянии».

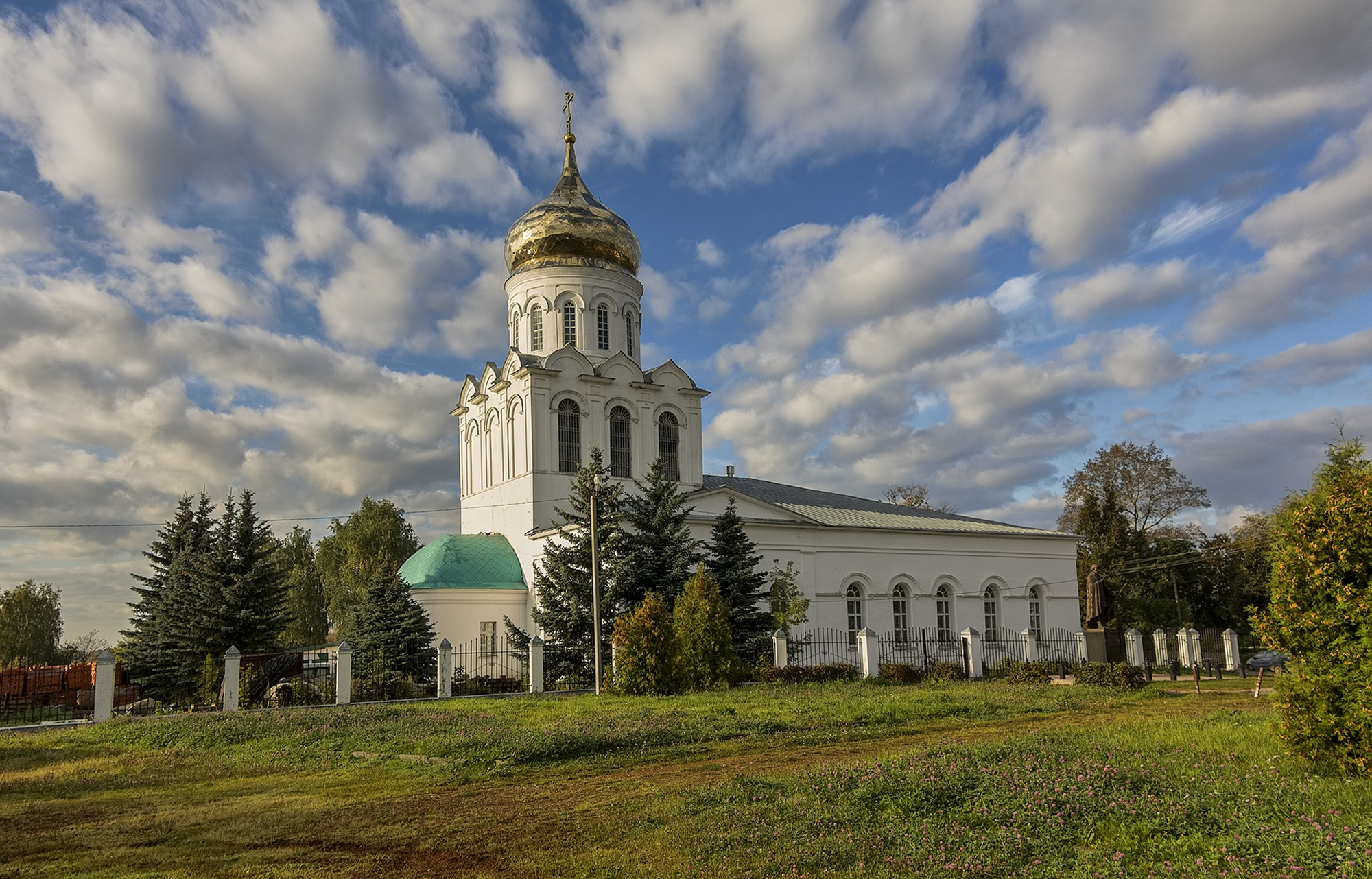
Христорождественский собор в Александрове. Современный вид

В 1922 году вернулся во Владимирскую губернию и 14 июня епископом Переславским Дамианом (Воскресенским) был назначен настоятелем Христорождественского собора города Александрова с возложением на него обязанностей благочинного городских церквей, заняв место скончавшегося родственника, протоиерея Александра Делекторского. Рядом с Александровом, в селе Старая Слобода с октября 1923 года стал служить священником младший брат протоиерея Феодора, Владимир Делекторский.
В начале 1924 года тяжело заболел; c 1 февраля был вынужден по болезни отказаться от служения в Христорождественском соборе. 7 апреля получил увольнение за штат от временно управляющего Владимирской епархией епископа Звенигородского Николая (Добронравова).

### Епископское служение
7 мая 1924 года патриарх Московский и всея России Тихон и Временный патриарший Священный синод, заседавшие в Донском монастыре в Москве, «заслушав ходатайство верующих пастырей и пасомых г. Бугульмы Самарской епархии — об открытии в г. Бугульме кафедры викарного епископа и о назначении на оную правоспособного кандидата, постановили: в г. Бугульме, Самарской епархии, открыть кафедру викарного епископа, на каковую и назначить протоиерея Христорождественского собора г. Александрова, Владимирской епархии, Феодора Делекторскаго, с пострижением в монашество. Назначение и хиротонию протоиерея Феодора Делекторскаго, по пострижении в монашество, совершить в Москве».
9 мая в храме Валаамского подворья в Москве (2-я Тверская-Ямская, 52) митрополитом Нижегородским Сергием (Страгородским) пострижен в монашество с именем Никита На следующий день им же был возведён в сан архимандрита.
29 апреля (12 мая) того же года в храме Девяти Мучеников Кизических города Москвы был хиротонисан во епископа Бугульминского, викария Самарской епархии. Хиротонию совершили: патриарх Московский и всея России Тихон, митрополит Нижегородский Сергий (Страгородский), митрополит Тверской Серафим (Александров) и митрополит Крутицкий Петр (Полянский).
По прибытии в Бугульму арестован ОГПУ по обвинению в связи с белочехами во время Гражданской войны. Это обвинение следователи не сумели доказать. Епископ Никита, проведший месяц в тюрьме, был освобождён.
В 1925 году повторно арестован за совершение богослужения без разрешения местных властей как епископ, подчиняющийся патриарху Тихону, и поминовение за богослужением его имени, в то время как законной религиозной организацией они признавали лишь обновленцев. После полутора месяцев пребывания в тюрьме города Мелекесса был освобождён.
В августе 1926 года назначен епископом на новоучреджённое Орехово-Зуевское викариатство Московской епархии. Поселился в Орехове-Зуеве. Служил в Орехове-Зуеве до 3 сентября 1927 года.
16 сентября 1927 года назначен епископом Нижне-Тагильским, викарием Свердловской епархии.

### На покое
Отличался нестяжанием и юродством. Иногда он выезжал в Москву и тогда останавливался у неких благочестивых людей, принимавших странников.
В 1930—1933 годах он отбывал наказание на строительстве Днепрогэса, где работал сторожем и конюхом.
В 1934 году вернулся в Орехово-Зуево, жил в крайней бедности, юродствовал. К нему обращались как к прозорливому старцу.
С 1935 года находился в розыске. Существовал он тем, что сдавал утильсырьё, которое собирал где придётся. В 1936—1937 годах, скрывая свой сан и имя, он ночевал у милиционера Краснова (или Краскова), который проникся к бездомному сочувствием. Милиционер пускал его ночевать в милицейские казармы и «иногда даже поил чаем». Политрук знал об этом и говорил Краснову: «Старик этот хороший, безвредный, но смотри, не засыпься с ним».
Получив летом 1937 года распоряжение о начале массовых репрессий, власти Орехова-Зуева стали собирать сведения через служивших в орехово-зуевском соборе обновленцев обо всех проживавших в их городе духовных лицах, и в частности о епископе Никите. Власти арестовали регента орехово-зуевского собора С. Г. Андреева только за то, что тот, по слухам, поддерживал связь «с бродячим епископом Делекторским». С. Г. Андреев был приговорён к высшей мере наказания и расстрелян 27 сентября 1937 года на Бутовском полигоне.
18 октября 1937 года епископ Никита был выслежен и арестован в четвёртый раз. На окошко кладбищенской церкви, около которой его арестовали, он незаметно положил бумажник с документами. Местные жители принесли его в отделение милиции. Кроме документов с указанием имени и сана задержанного, в бумажнике находилось восемь облигаций, иголка, нитки, ножницы и зашитый в матерчатый лоскуток пятирублёвый золотой; вероятно, это было всё имущество епископа Никиты. Сам он был препровождён в Москву в Таганскую тюрьму. Свидетелями по его делу проходили священники: один из Орехова-Зуева, другой из Загорска. Они характеризовали епископа Никиту как монархиста и реакционера, клевещущего на советскую власть. В обвинительном заключении говорилось, что «Делекторский Ф. П. являлся нелегальным бродячим епископом, деятелем „Истинно Православной Церкви“ (ИПЦ). Проводил антисоветскую агитацию, занимался контрреволюционной деятельностью». 17 ноября тройка НКВД приговорила епископа к расстрелу.
Расстрелян 19 ноября 1937 года на полигоне Бутово под Москвой; в тот день там было расстреляно 190 человек. Погребён в безвестной общей могиле.

## Канонизация и почитание
Причислен к лику святых новомучеников и исповедников Российских на Юбилейном Архиерейском соборе Русской православной церкви в августе 2000 году для общецерковного почитания. Почитается первым из новомучеников Орехово-Зуевских.

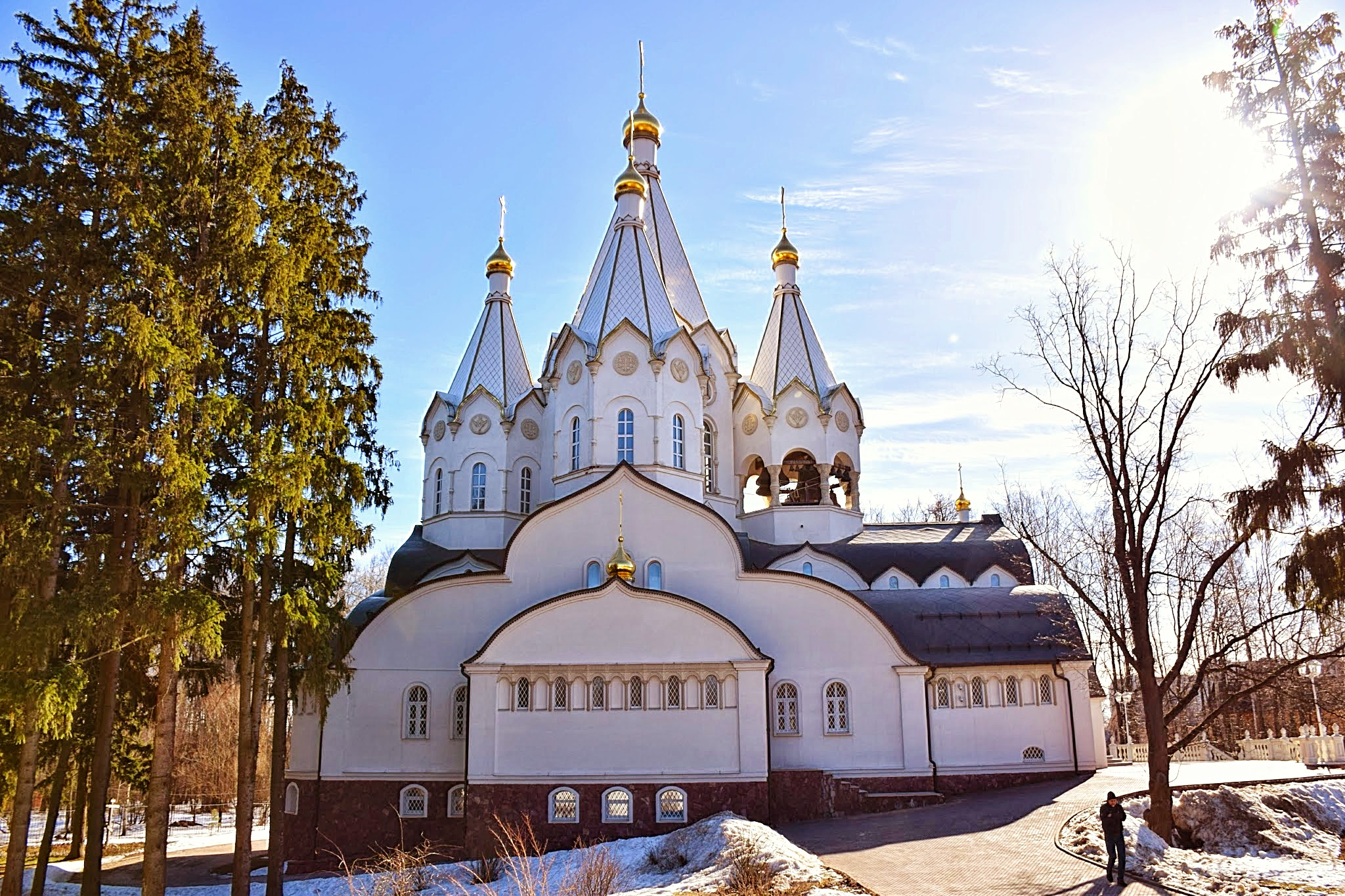
Храм Новомучеников и Исповедников Российских на Бутовском полигоне

В нижнем приделе построенного на Бутовском полигоне храма Новомучеников и Исповедников Российских по всему периметру стен располагаются иконы Бутовских святых. На каждой из них — дата расстрела. Причисленные к лику святых изображены стоящими на одной иконе. На соборной иконе 19 ноября Никита (Делекторский) изображён в центре, в архиерейском одеянии вместе с ещё четырьмя канонизированными новомучениками Бутовскими.
19 ноября 2009 года патриарх Кирилл дал благословение на строительство часовни близ храма Новомучеников и Исповедников на Бутовском полигоне. Так как в этот день праздновалась память священномученика Никиты (Делекторского), часовню было решено освятить в его честь. Часовня была построена в 2010 году и стала третьим храмовым строением прихода. Её освящение состоялось 8 августа 2010 года.